# 허먼 조지프 멀러

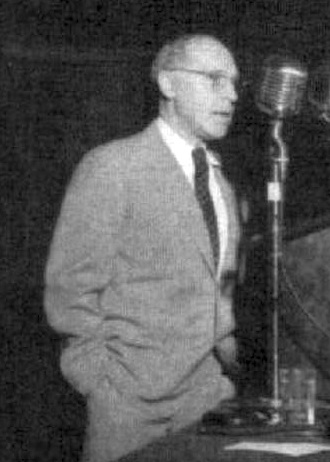

허먼 조지프 멀러(Hermann Joseph Muller, 1890년 ~ 1967년)는 미국의 유전학자이다. 뉴욕에서 출생하여, 컬럼비아 대학을 졸업하고, 동 대학 강사를 거쳐 텍사스 대학 교수가 되었다. 한때는 러시아를 방문하여 모스크바 유전학 연구소에서 유전학을 연구하다가, 1937년 트로핌 리센코와의 논쟁으로 인하여 귀국하였다. 토머스 헌트 모건의 제자이며 모건 학파의 유전학자로서, 유전자의 이론 및 돌연변이의 연구로 알려져 있다. 파리에 X선을 쬐어 인위적으로 돌연변이가 일어나는 것을 증명함으로써 1946년 노벨 생리학·의학상을 받았다.

## 생애와 업적
1926년 허먼 멀러는 중요한 발견을 하였다. 당해 11월 초, 멀러는 초파리에 다양한 세기의 X선을 쬐는 실험을 하였다. 실험 결과, 강한 X선에 노출된 초파리일수록 돌연변이가 더 많이 발생한다는 사실을 발견했다. 이 발견은 베를린에서 열린 학술 회의에서 "The Problem of Genetic Modification"이라는 제목의 연구 논문을 발표하여 상당한 주목을 끌었다. 1928년, 말벌이나 옥수수 등을 이용한 동일한 실험에서도 같은 결과를 얻었다. 다음해엔 인간이 X선에 노출될 때의 위험성을 알리기 시작했다.
멀러의 연구는 대공황의 발생으로 차질을 빚었다. 특히 주식 시장이 붕괴되면서 멀러는 점점 자본주의에 대해 비관하게 되었다. 그의 연구소에 찾아오는 연구원들 중에는 소련에서 온 사람들도 있었는데, 멀러는 The Spark라는 불법 좌파 학생 신문을 편집하고 배포하는데 도움을 주었다. 당시 멀러는 배우자와 이혼하고, 자신의 삶에 불만을 품는 등 여러 면에서 어려움에 처해 있었다. .

## 저서
- Herman Joseph Muller,  Modern Concept of Nature (SUNY Press, 1973). ISBN 0-87395-096-8
- Herman Joseph Muller, Man's Future Birthright (SUNY Press, 1973). ISBN 0-87395-097-6

## 같이 보기
- 생물학의 역사
- 유전학의 역사

## 참고 문헌
- 이 문서에는 다음커뮤니케이션(현 카카오)에서 GFDL 또는 CC-SA 라이선스로 배포한 글로벌 세계대백과사전의 내용을 기초로 작성된 글이 포함되어 있습니다.